# Di-tert-butylcyclopentadiène
Le di-tert-butylcyclopentadiène est un composé organique de formule chimique (Me3C)2C5H4, où Me désigne un groupe méthyle –CH3. Il s'agit d'un liquide incolore soluble dans les solvants organiques. Il en existe deux régioisomères selon la localisation des doubles liaisons. C'est l'acide conjugué du ligand di-tert-butylcyclopentadiényle (Me3C)2C5H3−, parfois abrégé Cp‡− dans la littérature.
On peut l'obtenir par alkylation de cyclopentadiène avec du bromure de tert-butyle (CH3)3CBr en conditions de transfert de phase. C'est un précurseur de nombreux complexes métalliques, comme le catalyseur (η5-(Me3C)2C5H3)TiCl3 de polymérisation des alcènes.
La base conjuguée du di-tert-butylcyclopentadiène réagit avec un troisième équivalent de bromure de tert-butyle pour donner du tris(tert-butyl)cyclopentadiényle (Me3C)3C5H3 :
(Me3C)2C5H4 + NaH ⟶ Na(Me3C)3C5H3 + H2 ;
Na(Me3C)3C5H3 + (CH3)3CBr ⟶ (Me3C)3C5H3 + NaBr.